# Gabriele Minì

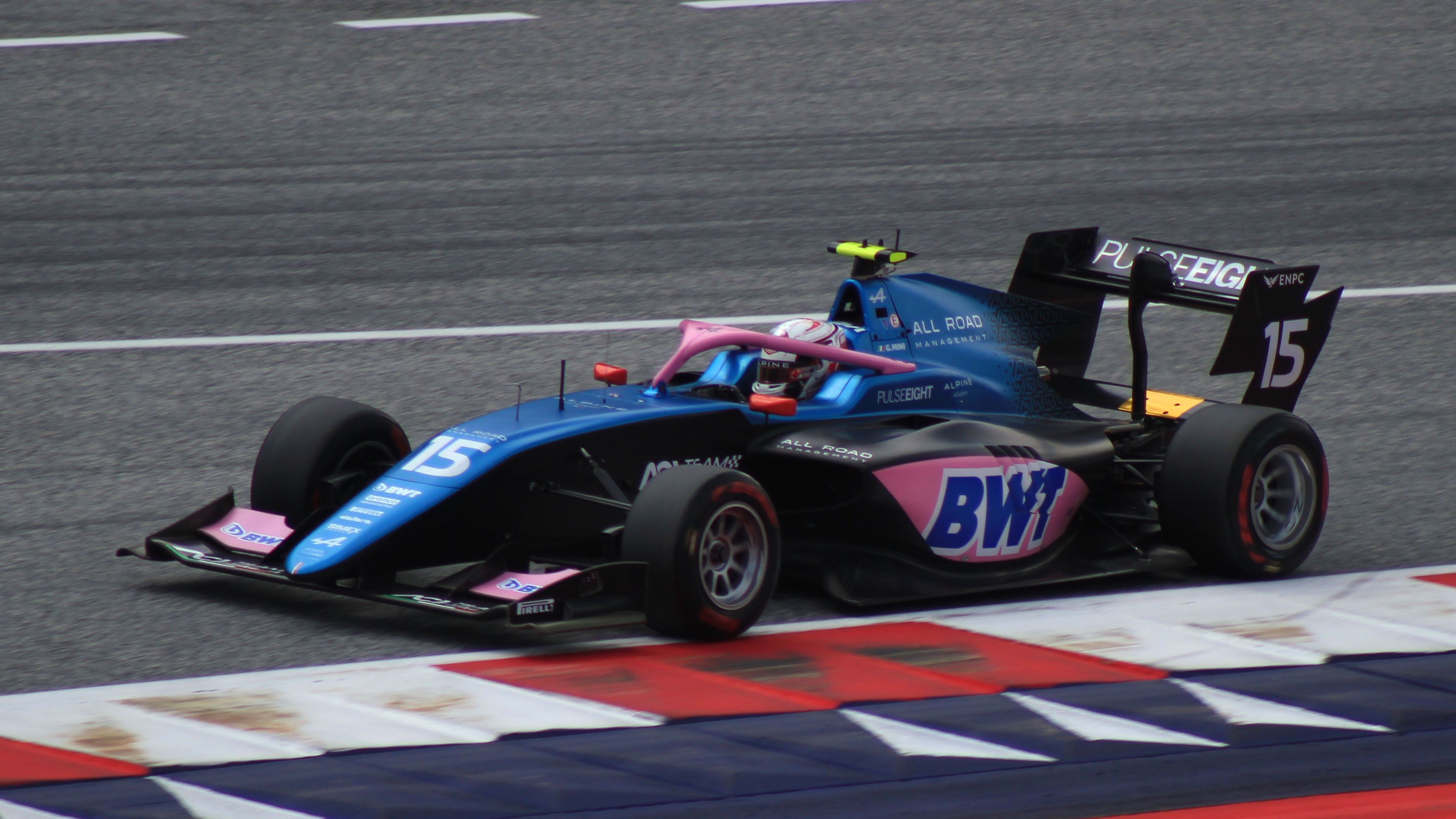
Minì beim Formel-3-Rennen auf dem Red Bull Ring 2023

Gabriele Minì (* 20. März 2005 in Palermo) ist ein italienischer Automobilrennfahrer, der momentan in der FIA-Formel-2-Meisterschaft für Prema Racing startet und ein Teil des Juniorenprogramms von Alpine ist.

## Leben und Arbeit
Gabriele Minì wurde als Sohn eines Mechanikers geboren. Er wohnt in Marineo auf Sizilien, wohin er im Alter von vier Jahren mit seiner Familie zog.
Minì startete seine Rennfahrerkarriere in 2015 im Kartsport. Seinen ersten Titel gewann Minì 2017 in der Italienischen Kartmeisterschaft im Alter von zwölf Jahren. Ein Jahr später gewann er die WSK Super Master Series. 2019 schloss er die Kart-Europameisterschaft als Zweiter ab.
Im Jahr 2020 begann Minì bei Prema Racing seine Karriere im Formelsport und startete in der Italienischen sowie in der Deutschen Formel-4-Meisterschaft. Er gewann die Italienische Formel-4-Meisterschaft in seiner Rookie-Saison und fuhr die folgenden zwei Jahre in der Formula Regional European Championship, bevor er 2023 sein Debüt in der FIA-Formel-3-Meisterschaft gab. Den Macau Grand Prix 2023 beendete Minì auf dem dritten Platz
2024 schloss er seine Formel-3-Karriere mit dem zweiten Platz in der Meisterschaft ab und begann 2025 seine erste volle Saison in der FIA-Formel-2-Meisterschaft neben Sebastián Montoya als Teamkollegen. Er war in der Formel 2 bereits in Baku 2024 als Ersatz für Oliver Bearman zwei Rennen gefahren und hatte den Sprint mit dem dritten Platz abgeschlossen.
Am Anfang des Jahres 2023 wurde bekanntgegeben, dass Minì in das Alpine-Juniorenprogramm aufgenommen wurde.

## Statistik

### Karrierestationen
- 2013–2019: Kartsport
- 2020: Italienische Formel-4-Meisterschaft (Meister)
- 2021: Formula Regional European Championship (Platz 7)
- 2022: Formula Regional Asian Championship (Platz 4)
- 2022: Formula Regional European Championship (Platz 2)
- 2023: Formel 3 (Platz 7)
- 2024: Formel 3 (Platz 2)
- 2024: Formel 2 (Platz 27)
- 2025: Formel 2

### Einzelergebnisse in der FIA Formel-3-Meisterschaft
| Jahr | Team         | 1   | 2   | 3   | 4   | 5   | 6   | 7   | 8   | 9   | 10  | 11  | 12  | 13  | 14  | 15  | 16  | 17  | 18  | 19  | 20  | Punkte | Rang |
| ---- | ------------ | --- | --- | --- | --- | --- | --- | --- | --- | --- | --- | --- | --- | --- | --- | --- | --- | --- | --- | --- | --- | ------ | ---- |
| 2023 | Hitech       | BHR | BHR | AUS | AUS | IT1 | IT1 | MCO | MCO | ESP | ESP | AUT | AUT | GBR | GBR | HUN | HUN | BEL | BEL | IT2 | IT2 | 92     | 7.   |
| 2023 | Hitech       | 17  | 8   | 4   | 3   | C   | C   | 11  | 1   | 20  | 14  | 2   | DNF | 5   | 7   | 1   | 16  | DNF | DNS | 6   | 19  | 92     | 7.   |
| 2024 | Prema Racing | BHR | BHR | AUS | AUS | IT1 | IT1 | MCO | MCO | ESP | ESP | AUT | AUT | GBR | GBR | HUN | HUN | BEL | BEL | IT2 | IT2 | 109    | 6.   |
| 2024 | Prema Racing | 6   | 6   | 3   | 6   | 6   | 11  | 1   | DNF | 21  | 6   | 2   | 6   | 2   | 14  | 11  | 2   | 13  | 9   | DSQ |     | 109    | 6.   |